# Ernesto Boardman
Ernesto Boardman (23 februari 1993) is een Mexicaans boogschutter.

## Carrière
Boardman nam in 2016 deel aan de Olympische Spelen, waar hij in de eerste ronde verloor van de Cubaan Adrián Puentes. Hij won meerdere medailles op kleinere Spelen en twee zilveren medailles op de World Cup.

## Erelijst

### Pan-Amerikaanse Spelen
- 2015:  Toronto (team)

### Centraal-Amerikaanse en Caraïbische Spelen
- 2018:  Barranquilla (team)
- 2018:  Barranquilla (gemengd)

### World Cup
- 2016:  Antalya (team)
- 2016:  Medellín (team)